# Primera División 2025-2026 (Spagna)
La Primera División 2025-2026, commercialmente denominata La Liga EA Sports per motivi di sponsor, è la 95ª edizione del campionato spagnolo di calcio, iniziata il 15 agosto 2025 e che si concluderà il 24 maggio 2026.

## Stagione

### Novità
Dalla stagione precedente sono state retrocesse Leganés, Las Palmas e Real Valladolid. Dalla Segunda División sono state promosse Levante, Elche e Real Oviedo.

### Formula
Al torneo partecipano 20 squadre che si sfidano in un girone all'italiana secondo la struttura più consueta dei campionati calcistici moderni. Ogni partecipante deve sfidare tutti gli altri per due volte: la prima nel girone d'andata, l'altra nel girone di ritorno. L'ordine in cui vengono affrontate le altre squadre è stabilito dal calendario, il quale prevede che tutte le partite del girone d'andata verranno ripetute nel girone di ritorno, con l'inversione del terreno di gioco. Vengono assegnati tre punti per la vittoria, uno per il pareggio e zero per la sconfitta, indipendentemente dal fattore campo.
Le prime quattro classificate si qualificano per la fase campionato della UEFA Champions League, mentre accede all'UEFA Europa League la 5ª classificata e la vincitrice della Coppa del Re. La 6ª classificata accede ai play-off della UEFA Europa Conference League. Le ultime 3 squadre retrocedono direttamente in Segunda División.

## Squadre partecipanti
| Squadra         | Stagione | Città            | Stadio                        | Stagione precedente                                                         |
| --------------- | -------- | ---------------- | ----------------------------- | --------------------------------------------------------------------------- |
| Alavés          | dettagli | Vitoria-Gasteiz  | Stadio di Mendizorrotza       | 15º posto in Primera División                                               |
| Athletic Bilbao | dettagli | Bilbao           | San Mamés Barria              | 4º posto in Primera División                                                |
| Atlético Madrid | dettagli | Madrid           | Cívitas Metropolitano         | 3º posto in Primera División                                                |
| Barcellona      | dettagli | Barcellona       | Camp Nou                      | 1º posto in Primera División, campione                                      |
| Betis           | dettagli | Siviglia         | Stadio Benito Villamarín      | 6º posto in Primera División                                                |
| Celta Vigo      | dettagli | Vigo             | Balaídos                      | 7º posto in Primera División                                                |
| Elche           | dettagli | Elche            | Stadio Manuel Martínez Valero | 2º posto in Segunda División, promossa                                      |
| Espanyol        | dettagli | Barcellona       | RCDE Stadium                  | 14º posto in in Primera División                                            |
| Getafe          | dettagli | Getafe           | Alfonso Pérez                 | 13º posto in Primera División                                               |
| Girona          | dettagli | Girona           | Stadio Montilivi              | 16º posto in Primera División                                               |
| Levante         | dettagli | Valencia         | Stadio Ciutat de València     | 1º posto in Segunda División, promossa in Primera División                  |
| Maiorca         | dettagli | Palma di Maiorca | Visit Mallorca Estadi         | 10º posto in Primera División                                               |
| Osasuna         | dettagli | Pamplona         | Estadio Reyno de Navarra      | 9º posto in Primera División                                                |
| Rayo Vallecano  | dettagli | Madrid           | Campo de Fútbol de Vallecas   | 8º posto in Primera División                                                |
| Real Madrid     | dettagli | Madrid           | Stadio Santiago Bernabéu      | 2º posto in Primera División                                                |
| Real Oviedo     | dettagli | Oviedo           | Stadio Carlos Tartiere        | 3º posto in Segunda División, promossa in Primera División dopo il play-off |
| Real Sociedad   | dettagli | San Sebastián    | Reale Arena                   | 11º posto in Primera División                                               |
| Siviglia        | dettagli | Siviglia         | Ramón Sánchez-Pizjuán         | 17º posto in Primera División                                               |
| Valencia        | dettagli | Valencia         | Mestalla                      | 12º posto in Primera División                                               |
| Villarreal      | dettagli | Vila-real        | Estadio de la Ceramica        | 5º posto in Primera División                                                |

## Allenatori e primatisti
| Squadra         | Allenatore        | Calciatore più presente | Cannoniere |
| --------------- | ----------------- | ----------------------- | ---------- |
| Alaves          | Eduardo Coudet    |                         |            |
| Athletic Bilbao | Ernesto Valverde  |                         |            |
| Atlético Madrid | Diego Simeone     |                         |            |
| Barcellona      | Hans-Dieter Flick |                         |            |
| Betis           | Manuel Pellegrini |                         |            |
| Celta Vigo      | Claudio Giráldez  |                         |            |
| Elche           | Eder Sarabia      |                         |            |
| Espanyol        | Manolo González   |                         |            |
| Getafe          | José Bordalás     |                         |            |
| Girona          | Míchel            |                         |            |
| Levante         | Julián Calero     |                         |            |
| Maiorca         | Jagoba Arrasate   |                         |            |
| Osasuna         | Alessio Lisci     |                         |            |
| Rayo Vallecano  | Iñigo Pérez       |                         |            |
| Real Madrid     | Xabi Alonso       |                         |            |
| Real Oviedo     | Veljko Paunović   |                         |            |
| Real Sociedad   | Sergio Francisco  |                         |            |
| Siviglia        | Matías Almeyda    |                         |            |
| Valencia        | Carlos Corberán   |                         |            |
| Villarreal      | Marcelino         |                         |            |

## Classifica
Aggiornata al 18 agosto 2025
|  | Pos. | Squadra         | Pt | G | V | N | P | GF | GS | DR |
|  | ---- | --------------- | -- | - | - | - | - | -- | -- | -- |
|  | 1.   | Barcellona      | 3  | 1 | 1 | 0 | 0 | 3  | 0  | +3 |
|  | 2.   | Rayo Vallecano  | 3  | 1 | 0 | 0 | 1 | 3  | 1  | +2 |
|  | 3.   | Villarreal      | 3  | 1 | 0 | 0 | 1 | 2  | 0  | +2 |
|  | 4.   | Getafe          | 3  | 1 | 1 | 0 | 0 | 2  | 0  | +2 |
|  | 5.   | Athletic Bilbao | 3  | 1 | 1 | 0 | 0 | 3  | 2  | +1 |
|  | 6.   | Alavés          | 3  | 1 | 1 | 0 | 0 | 2  | 1  | +1 |
|  | 7.   | Espanyol        | 3  | 1 | 1 | 0 | 0 | 2  | 1  | +1 |
|  | 8.   | Real Madrid     | 3  | 1 | 1 | 0 | 0 | 1  | 0  | +1 |
|  | 9.   | Valencia        | 1  | 1 | 0 | 1 | 0 | 1  | 1  | 0  |
|  | 10.  | Betis           | 1  | 1 | 0 | 1 | 0 | 1  | 1  | 0  |
|  | 11.  | Elche           | 1  | 1 | 0 | 1 | 0 | 1  | 1  | 0  |
|  | 12.  | Real Sociedad   | 1  | 1 | 0 | 1 | 0 | 1  | 1  | 0  |
|  | 13.  | Siviglia        | 0  | 1 | 0 | 0 | 1 | 2  | 3  | -1 |
|  | 14.  | Atlético Madrid | 0  | 1 | 0 | 0 | 1 | 1  | 2  | -1 |
|  | 15.  | Levante         | 0  | 1 | 0 | 0 | 1 | 1  | 2  | -1 |
|  | 16.  | Osasuna         | 0  | 1 | 0 | 0 | 1 | 0  | 1  | -1 |
|  | 17.  | Girona          | 0  | 1 | 0 | 0 | 1 | 1  | 3  | -2 |
|  | 18.  | Celta Vigo      | 0  | 1 | 0 | 0 | 1 | 0  | 2  | -2 |
|  | 19.  | Real Oviedo     | 0  | 1 | 0 | 0 | 1 | 0  | 2  | -2 |
|  | 20.  | Maiorca         | 0  | 1 | 0 | 0 | 1 | 0  | 3  | -3 |

Legenda:
      Campione di Spagna e ammessa alla fase campionato della  UEFA Champions League 2026-2027.
      Ammesse alla fase campionato della UEFA Champions League 2026-2027.
      Ammesse alla fase campionato della  UEFA Europa League 2026-2027.
      Ammessa agli spareggi della  UEFA Conference League 2026-2027.
      Retrocessa in  Segunda División 2026-2027.
Regolamento:
Tre punti per la vittoria, uno per il pareggio, zero per la sconfitta.
In caso di arrivo di due squadre a pari punti, la graduatoria verrà stilata in base all'ordine dei seguenti criteri:
- Differenza reti negli scontri diretti
- Differenza reti generale
- Reti realizzate in generale

In caso di arrivo di tre o più squadre a pari punti, la graduatoria verrà stilata in base all'ordine dei seguenti criteri:
- Punti negli scontri diretti (classifica avulsa)
- Differenza reti negli scontri diretti
- Differenza reti generale
- Reti realizzate in generale
- Classifica fair-play stilata a inizio stagione

Nel caso un criterio escluda solamente alcune delle squadre, senza quindi determinare l'ordine completo, tali squadre vengono escluse dal criterio successivo, rimanendo così senza possibilità di posizionarsi meglio.

## Risultati

### Tabellone
Ogni riga indica i risultati casalinghi della squadra segnata a inizio della riga, contro le squadre segnate colonna per colonna (che invece avranno giocato l'incontro in trasferta). Al contrario, leggendo la colonna di una squadra si avranno i risultati ottenuti dalla stessa in trasferta, contro le squadre segnate in ogni riga, che invece avranno giocato l'incontro in casa.
|                 | Ala  | AtB  | AtM  | Bar  | Bet  | Cel  | Elc  | Esp  | Get  | Gir  | Lev  | Mai  | Osa  | Ray  | RMa  | ReO  | ReS  | Siv  | Val  | Vil  |
| --------------- | ---- | ---- | ---- | ---- | ---- | ---- | ---- | ---- | ---- | ---- | ---- | ---- | ---- | ---- | ---- | ---- | ---- | ---- | ---- | ---- |
| Alaves          | –––– |      |      |      |      |      |      |      |      |      | 2-1  |      |      |      |      |      |      |      |      |      |
| Athletic Bilbao |      | –––– |      |      |      |      |      |      |      |      |      |      |      |      |      |      |      | 3-2  |      |      |
| Atlético Madrid |      |      | –––– |      |      |      |      |      |      |      |      |      |      |      |      |      |      |      |      |      |
| Barcellona      |      |      |      | –––– |      |      |      |      |      |      |      |      |      |      |      |      |      |      |      |      |
| Betis           |      |      |      |      | –––– |      |      |      |      |      |      |      |      |      |      |      |      |      |      |      |
| Celta Vigo      |      |      |      |      |      | –––– |      |      | 0-2  |      |      |      |      |      |      |      |      |      |      |      |
| Espanyol        |      |      | 2-1  |      |      |      | –––– |      |      |      |      |      |      |      |      |      |      |      |      |      |
| Elche           |      |      |      |      | 1-1  |      |      | –––– |      |      |      |      |      |      |      |      |      |      |      |      |
| Getafe          |      |      |      |      |      |      |      |      | –––– |      |      |      |      |      |      |      |      |      |      |      |
| Girona          |      |      |      |      |      |      |      |      |      | –––– |      |      |      | 1-3  |      |      |      |      |      |      |
| Levante         |      |      |      |      |      |      |      |      |      |      | –––– |      |      |      |      |      |      |      |      |      |
| Maiorca         |      |      |      | 0-3  |      |      |      |      |      |      |      | –––– |      |      |      |      |      |      |      |      |
| Osasuna         |      |      |      |      |      |      |      |      |      |      |      |      | –––– |      |      |      |      |      |      |      |
| Rayo Vallecano  |      |      |      |      |      |      |      |      |      |      |      |      |      | –––– |      |      |      |      |      |      |
| Real Madrid     |      |      |      |      |      |      |      |      |      |      |      |      | 1-0  |      | –––– |      |      |      |      |      |
| Real Oviedo     |      |      |      |      |      |      |      |      |      |      |      |      |      |      |      | –––– |      |      |      |      |
| Real Sociedad   |      |      |      |      |      |      |      |      |      |      |      |      |      |      |      |      | –––– |      |      |      |
| Siviglia        |      |      |      |      |      |      |      |      |      |      |      |      |      |      |      |      |      | –––– |      |      |
| Valencia        |      |      |      |      |      |      |      |      |      |      |      |      |      |      |      |      | 1-1  |      | –––– |      |
| Villarreal      |      |      |      |      |      |      |      |      |      |      |      |      |      |      |      | 2-0  |      |      |      | –––– |

### Calendario

#### Girone di andata
|         | 1ª giornata              |     |
|         |                          |     |
| 15 ago. | Girona-Rayo Vallecano    | 1-3 |
| 15 ago. | Villarreal-Real Oviedo   | 2-0 |
| 16 ago. | Alavés-Levante           | 2-1 |
| 16 ago. | Maiorca-Barcellona       | 0-3 |
| 16 ago. | Valencia-Real Sociedad   | 1-1 |
| 17 ago. | Celta Vigo-Getafe        | 0-2 |
| 17 ago. | Athletic Bilbao-Siviglia | 3-2 |
| 17 ago. | Espanyol-Atlético Madrid | 2-1 |
| 18 ago. | Elche-Betis              | 1-1 |
| 19 ago. | Real Madrid-Osasuna      | 1-0 |

|         | 2ª giornata                    |       |
|         |                                |       |
| 22 ago. | Betis-Alavés                   | 21:30 |
| 23 ago. | Maiorca-Celta Vigo             | 17:00 |
| 23 ago. | Atlético Madrid-Elche          | 19:30 |
| 23 ago. | Levante-Barcellona             | 21:30 |
| 24 ago. | Osasuna-Valencia               | 17:00 |
| 24 ago. | Real Sociedad-Espanyol         | 19:30 |
| 24 ago. | Villarreal-Girona              | 19:30 |
| 24 ago. | Real Oviedo-Real Madrid        | 21:30 |
| 25 ago. | Athletic Bilbao-Rayo Vallecano | 19:30 |
| 25 ago. | Siviglia-Getafe                | 21:30 |

|         | 1ª giornata              |     |
|         |                          |     |
| 15 ago. | Girona-Rayo Vallecano    | 1-3 |
| 15 ago. | Villarreal-Real Oviedo   | 2-0 |
| 16 ago. | Alavés-Levante           | 2-1 |
| 16 ago. | Maiorca-Barcellona       | 0-3 |
| 16 ago. | Valencia-Real Sociedad   | 1-1 |
| 17 ago. | Celta Vigo-Getafe        | 0-2 |
| 17 ago. | Athletic Bilbao-Siviglia | 3-2 |
| 17 ago. | Espanyol-Atlético Madrid | 2-1 |
| 18 ago. | Elche-Betis              | 1-1 |
| 19 ago. | Real Madrid-Osasuna      | 1-0 |

|         | 2ª giornata                    |       |
|         |                                |       |
| 22 ago. | Betis-Alavés                   | 21:30 |
| 23 ago. | Maiorca-Celta Vigo             | 17:00 |
| 23 ago. | Atlético Madrid-Elche          | 19:30 |
| 23 ago. | Levante-Barcellona             | 21:30 |
| 24 ago. | Osasuna-Valencia               | 17:00 |
| 24 ago. | Real Sociedad-Espanyol         | 19:30 |
| 24 ago. | Villarreal-Girona              | 19:30 |
| 24 ago. | Real Oviedo-Real Madrid        | 21:30 |
| 25 ago. | Athletic Bilbao-Rayo Vallecano | 19:30 |
| 25 ago. | Siviglia-Getafe                | 21:30 |

## Statistiche

### Capoliste solitarie
|    | —— | —— | —— | —— | —— | —— | —— | —— | ——  | ——  | ——  | ——  | ——  | ——  | ——  | ——  | ——  | ——  | ——  | ——  | ——  | ——  | ——  | ——  | ——  | ——  | ——  | ——  | ——  | ——  | ——  | ——  | ——  | ——  | ——  | ——  | ——  | —— |  |
|    |    |    |    |    |    |    |    |    |     |     |     |     |     |     |     |     |     |     |     |     |     |     |     |     |     |     |     |     |     |     |     |     |     |     |     |     |     |    |  |
|    |    |    |    |    |    |    |    |    |     |     |     |     |     |     |     |     |     |     |     |     |     |     |     |     |     |     |     |     |     |     |     |     |     |     |     |     |     |    |  |
|    |    |    |    |    |    |    |    |    |     |     |     |     |     |     |     |     |     |     |     |     |     |     |     |     |     |     |     |     |     |     |     |     |     |     |     |     |     |    |  |
| 1ª | 2ª | 3ª | 4ª | 5ª | 6ª | 7ª | 8ª | 9ª | 10ª | 11ª | 12ª | 13ª | 14ª | 15ª | 16ª | 17ª | 18ª | 19ª | 20ª | 21ª | 22ª | 23ª | 24ª | 25ª | 26ª | 27ª | 28ª | 29ª | 30ª | 31ª | 32ª | 33ª | 34ª | 35ª | 36ª | 37ª | 38ª |    |  |

### Classifica in divenire
|                 | 1ª | 2ª | 3ª | 4ª | 5ª | 6ª | 7ª | 8ª | 9ª | 10ª | 11ª | 12ª | 13ª | 14ª | 15ª | 16ª | 17ª | 18ª | 19ª | 20ª | 21ª | 22ª | 23ª | 24ª | 25ª | 26ª | 27ª | 28ª | 29ª | 30ª | 31ª | 32ª | 33ª | 34ª | 35ª | 36ª | 37ª | 38ª |
| --------------- | -- | -- | -- | -- | -- | -- | -- | -- | -- | --- | --- | --- | --- | --- | --- | --- | --- | --- | --- | --- | --- | --- | --- | --- | --- | --- | --- | --- | --- | --- | --- | --- | --- | --- | --- | --- | --- | --- |
| Alaves          | 3  |    |    |    |    |    |    |    |    |     |     |     |     |     |     |     |     |     |     |     |     |     |     |     |     |     |     |     |     |     |     |     |     |     |     |     |     |     |
| Athletic Bilbao | 3  |    |    |    |    |    |    |    |    |     |     |     |     |     |     |     |     |     |     |     |     |     |     |     |     |     |     |     |     |     |     |     |     |     |     |     |     |     |
| Atlético Madrid | 0  |    |    |    |    |    |    |    |    |     |     |     |     |     |     |     |     |     |     |     |     |     |     |     |     |     |     |     |     |     |     |     |     |     |     |     |     |     |
| Barcellona      | 3  |    |    |    |    |    |    |    |    |     |     |     |     |     |     |     |     |     |     |     |     |     |     |     |     |     |     |     |     |     |     |     |     |     |     |     |     |     |
| Betis           | 1  |    |    |    |    |    |    |    |    |     |     |     |     |     |     |     |     |     |     |     |     |     |     |     |     |     |     |     |     |     |     |     |     |     |     |     |     |     |
| Celta Vigo      | 0  |    |    |    |    |    |    |    |    |     |     |     |     |     |     |     |     |     |     |     |     |     |     |     |     |     |     |     |     |     |     |     |     |     |     |     |     |     |
| Elche           | 1  |    |    |    |    |    |    |    |    |     |     |     |     |     |     |     |     |     |     |     |     |     |     |     |     |     |     |     |     |     |     |     |     |     |     |     |     |     |
| Espanyol        | 3  |    |    |    |    |    |    |    |    |     |     |     |     |     |     |     |     |     |     |     |     |     |     |     |     |     |     |     |     |     |     |     |     |     |     |     |     |     |
| Getafe          | 3  |    |    |    |    |    |    |    |    |     |     |     |     |     |     |     |     |     |     |     |     |     |     |     |     |     |     |     |     |     |     |     |     |     |     |     |     |     |
| Girona          | 0  |    |    |    |    |    |    |    |    |     |     |     |     |     |     |     |     |     |     |     |     |     |     |     |     |     |     |     |     |     |     |     |     |     |     |     |     |     |
| Levante         | 0  |    |    |    |    |    |    |    |    |     |     |     |     |     |     |     |     |     |     |     |     |     |     |     |     |     |     |     |     |     |     |     |     |     |     |     |     |     |
| Maiorca         | 0  |    |    |    |    |    |    |    |    |     |     |     |     |     |     |     |     |     |     |     |     |     |     |     |     |     |     |     |     |     |     |     |     |     |     |     |     |     |
| Osasuna         | 0  |    |    |    |    |    |    |    |    |     |     |     |     |     |     |     |     |     |     |     |     |     |     |     |     |     |     |     |     |     |     |     |     |     |     |     |     |     |
| Rayo Vallecano  | 3  |    |    |    |    |    |    |    |    |     |     |     |     |     |     |     |     |     |     |     |     |     |     |     |     |     |     |     |     |     |     |     |     |     |     |     |     |     |
| Real Madrid     | 3  |    |    |    |    |    |    |    |    |     |     |     |     |     |     |     |     |     |     |     |     |     |     |     |     |     |     |     |     |     |     |     |     |     |     |     |     |     |
| Real Oviedo     | 0  |    |    |    |    |    |    |    |    |     |     |     |     |     |     |     |     |     |     |     |     |     |     |     |     |     |     |     |     |     |     |     |     |     |     |     |     |     |
| Real Sociedad   | 1  |    |    |    |    |    |    |    |    |     |     |     |     |     |     |     |     |     |     |     |     |     |     |     |     |     |     |     |     |     |     |     |     |     |     |     |     |     |
| Siviglia        | 0  |    |    |    |    |    |    |    |    |     |     |     |     |     |     |     |     |     |     |     |     |     |     |     |     |     |     |     |     |     |     |     |     |     |     |     |     |     |
| Valencia        | 1  |    |    |    |    |    |    |    |    |     |     |     |     |     |     |     |     |     |     |     |     |     |     |     |     |     |     |     |     |     |     |     |     |     |     |     |     |     |
| Villarreal      | 3  |    |    |    |    |    |    |    |    |     |     |     |     |     |     |     |     |     |     |     |     |     |     |     |     |     |     |     |     |     |     |     |     |     |     |     |     |     |

#### Primati stagionali
Squadre
- Maggior numero di vittorie:
- Maggior numero di pareggi:
- Maggior numero di sconfitte:
- Minor numero di vittorie:
- Minor numero di pareggi:
- Minor numero di sconfitte:
- Miglior attacco:
- Peggior attacco:
- Miglior difesa:
- Peggior difesa:
- Miglior differenza reti:
- Peggior differenza reti:
- Miglior serie positiva:
- Peggior serie negativa:
- Maggior numero di vittorie consecutive:
- Maggior numero di pareggi consecutivi:
- Maggior numero di sconfitte consecutive:

Partite
- Partita con più gol:
- Pareggio con più gol:
- Maggior scarto di gol:
- Maggior numero di reti in una giornata:
- Minor numero di reti in una giornata:
- Maggior numero di espulsioni in una giornata:
- Maggior numero di pareggi in una giornata:

### Individuali

#### Classifica marcatori
| Gol | Rigori |  | Giocatore | Squadra |
| --- | ------ |  | --------- | ------- |